# Cerkiew św. Teodora w Nesebyrze
Cerkiew św. Teodora – zabytkowa prawosławna cerkiew w bułgarskim mieście Nesebyr.
Niewielka cerkiew z XIII wieku o wymiarach 8,70 na 4,15 metra, położona w najbardziej na wschód wysuniętej części miasta. Zbudowana z gładko obrobionych kamieni przedzielonych pasmami cegieł. Typowy przykład architektury z okresu drugiego państwa bułgarskiego, uważana za najstarszą zachowaną budowlę w tym stylu. Do czasów współczesnych zachowały się ściany zachodnia i północna, pozostałe dwie zrekonstruowano. We wnętrzu zachował się XVII-wieczny ikonostas. Współcześnie zaaranżowana na galerię sztuki.